# 松島二郎
松島 二郎（まつしま じろう、1971年2月24日 - ）は、日本の元プロボクサー。第56代日本バンタム級王者。神奈川県横浜市出身。神奈川県立保土ヶ谷高等学校卒業（在学中はラグビー部）。

## 人物
1990年にバラエティ番組「天才・たけしの元気が出るテレビ!!」の企画「ボクシング予備校」に参加。同企画に参加していた、後の世界チャンピオンの飯田覚士とのライバル関係で脚光を浴びた。
従兄弟の長島浩はバルセロナオリンピックライトミドル級日本代表、実兄の松島勝之はソウルオリンピックバンタム級日本代表（準々決勝で、後のWBA世界バンタム級王者フリオ・ロチャ（ホルヘ・エリセール・フリオ）に3R0-5の判定で敗れる）。

## 来歴
1990年、「天才・たけしの元気が出るテレビ!!」の企画「ボクシング予備校」に参加。
1991年8月20日、ヨネクラボクシングジム所属でプロデビュー。
1992年2月16日、大阪府立体育会館での全日本新人王決定戦を飯田と争い、敗れる。
1994年3月13日、日本スーパーフライ級王座を飯田と争い、敗れる。
1995年4月18日、日本スーパーフライ級王座決定戦でネルソン原田と対戦するが、王座獲得に失敗する。
1997年3月25日、日本バンタム級王座決定戦に挑み、タイトルを奪取する。
1998年1月27日、後楽園ホールでの2度目の防衛戦（チャンピオンカーニバル）で大和心に負傷判定で敗れ、王座陥落し引退。

## 獲得タイトル
- 1991年度東日本スーパーフライ級新人王
- 1994年度A級トーナメントスーパーフライ級優勝
- 第56代日本バンタム級王座(防衛1)

## 戦績
- プロボクシング：22戦17勝（10KO）4敗1分